# Caso postelativo
En lingüística , el caso postelativo (abreviado postel) es un caso sustantivo que indica ubicación desde atrás.
Este caso se encuentra en el idioma lezgiano del Cáucaso Septentrional.